# Соневидные поссумы
Соневидные поссумы, или соневидные кускусы, или сумчатые сони (лат. Cercartetus) — род сумчатых млекопитающих семейства карликовых поссумов. 

## Виды и распространение
В составе рода Cercartetus выделяют 4 вида: 
- Cercartetus caudatus — Длиннохвостый поссум, или хвостатый кускус[2]. Обитает в высокогорьях острова Новая Гвинея, а также в равнинных и горных тропических лесах австралийского штата Квинсленд между горным хребтом Палума и городом Куктаун. На Новой Гвинее встречается преимущественно на высотах до 3450 м, а Австралии — до 1600 м[4].
- Cercartetus concinnus — Тонкохвостый поссум, или тонкохвостый кускус[2]. Является эндемиком южной части Австралии, встречаясь в штате Западная Австралия и в юго-западной части штата Виктория. Кроме того, обитает на острове Кенгуру в Южной Австралии[5].
- Cercartetus lepidus — Тасманийский поссум, или тасманийский кускус. Является эндемиком Австралии, встречаясь на большей части острова Тасмания и в западной части острова Кенгуру. Кроме того, обитает на материке между юго-западной частью штата Южная Австралия и северо-западной частью штата Виктория (длительное время вид был известен только по тасманийской популяции[6]). Основная среда обитания — пустоши, покрытые низкорослыми кустарниками, и склерофитовые леса[7].
- Cercartetus nanus — Толстохвостый поссум, или толстохвостый кускус[2]. Является эндемиком восточной и юго-восточной части Австралии, а также острова Тасмания (в том числе островов Флиндерс и Кинг)[8].

Некоторые специалисты выделяют хвостатого кускуса и тасманийского кускуса в самостоятельный род Eudromicia Mjöberg, 1916.

## Внешний вид
Размеры небольшие. Длина тела составляет 70—120 мм, хвоста — 70—175 мм, вес взрослого животного — 15—40 г.
Спина тонкохвостого кускуса красновато-коричневого цвета, брюхо и лапы — белые; спина толстохвостого кускуса — сероватого или желтовато-коричневого цвета, брюхо — синевато-серого цвета; спина у тасманийского кускуса и хвостатого кускуса варьирует от красновато-коричневого до ярко-коричневого, брюхо — белого или желтоватого цвета. Меховой покров густой и мягкий. Хвост хватательный, в нём откладывается жир. У основания покрыт густым мехом, у кончика менее густым. Уши средние, тонкие, голые.

## Образ жизни
Ведут древесный образ жизни. Активность приходится на ночь (изредка проявляют активность в сумерках). День проводят в дуплах или в гнёздах на деревьях (иногда селятся в птичьих гнёздах). При сильном понижении температуры впадают в сон. Температура тела при этом сравнима с температурой окружающей среды. Питаются насекомыми, мелкими ящерицами, пауками, фруктами, листьями.

## Размножение
Количество сосков 4, исключением является тонкохвостый кускус, у которого 6 сосков. Размножаются круглый год. В выводке 4—5 детёнышей.